# قص بسيط (هندسة)

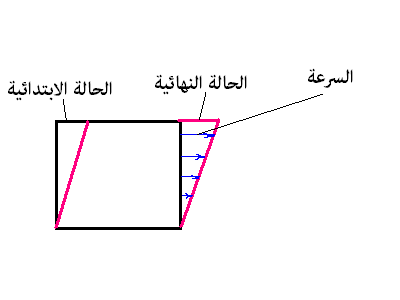
القص البسيط

في علم ميكانيكا الموائع يُعرف القص البسيط كحالة خاصة من التشوه الذي يحدث للمادة ويكون هناك مركبة واحدة فقط للسرعة لها قيمة غير صفرية:
{\displaystyle \ V_{x}=f(x,y)}
{\displaystyle \ V_{y}=V_{z}=0}
ويكون تدرج السرعة ثابتًا وعموديًا لمركبة السرعة نفسها:
{\displaystyle {\frac {\partial V_{x}}{\partial y}}={\dot {\gamma }}},
حيث أن {\displaystyle {\dot {\gamma }}} هو معدل القص لذا يكون:
{\displaystyle {\frac {\partial V_{x}}{\partial x}}={\frac {\partial V_{x}}{\partial z}}=0}
ويكون تدرج التشوه الذي يُرمز له بالرمز {\displaystyle \Gamma } بقيمة غير صفرية:
{\displaystyle \Gamma ={\begin{bmatrix}0&{\dot {\gamma }}&0\\0&0&0\\0&0&0\end{bmatrix}}}
والقص البسيط بمعدل {\displaystyle {\dot {\gamma }}} هو دمج بين نظرية الإجهادات متناهية الصغر بمعدل {\displaystyle {\dot {\gamma }} \over 2} ودوران بمعدل {\displaystyle {\dot {\gamma }} \over 2} ليكون :
{\displaystyle \Gamma ={\begin{matrix}\underbrace {\begin{bmatrix}0&{\dot {\gamma }}&0\\0&0&0\\0&0&0\end{bmatrix}} \\{\mbox{simple shear}}\end{matrix}}={\begin{matrix}\underbrace {\begin{bmatrix}0&{{\dot {\gamma }} \over 2}&0\\{{\dot {\gamma }} \over 2}&0&0\\0&0&0\end{bmatrix}} \\{\mbox{pure shear}}\end{matrix}}+{\begin{matrix}\underbrace {\begin{bmatrix}0&{{\dot {\gamma }} \over 2}&0\\{-{{\dot {\gamma }} \over 2}}&0&0\\0&0&0\end{bmatrix}} \\{\mbox{solid rotation}}\end{matrix}}}
وهناك أمثلة مهمة للقص البسيط مثل :
- الجريان الصفيحي خلال قنوات لها مقطع ثابت(قانون هاجن-بوازوي).
- الطبقات المرنة للتحمل والتي تُستخدم في قواعد العزل في البناءات الحديثة لكي تسمح ببعض المنازل والأبنية بأن تكون مرنة مع الزلازل أثناء حدوثها والبقاء والنجاة.

## القص البسيط في ميكانيكا المواد الصلبة
في ميكانيكا المواد الصلبة يتم تعريف تشوه القص البسيط كتشوه حجمي يحدث للسطح حيث هناك خط من عناصر المادة لها مرجع دوران لا تتغير المسافة بينها وبينه خلال حدوث التشوه.
هذا التشوه ناتج من عملية تفاضل لمعادلة القص النقي أثناء حدوث دوران للمواد الجامدة أو الأجسام الجاسئة
وإذا كانت {\displaystyle \mathbf {e} _{1}} هي المرجع الثابت للدوران والتي لا يتغير شكل خط العناصر بالنسبة إليه خلال التشوه و {\displaystyle \mathbf {e} _{1}-\mathbf {e} _{2}} هو سطح التشوه، إذا فإن تدرج التشوه يُمكن التعبير عنه كالآتي :
{\displaystyle {\boldsymbol {F}}={\begin{bmatrix}1&\gamma &0\\0&1&0\\0&0&1\end{bmatrix}}.}
ويمكننا أيضًا كتابته كالآتي :
{\displaystyle {\boldsymbol {F}}={\boldsymbol {\mathit {1}}}+\gamma \mathbf {e} _{1}\otimes \mathbf {e} _{2}.}